# 砂澤陣
砂澤 陣（すなざわ じん、旧名 砂澤アウタ 1963年 - ）は、日本の工芸家、著述家。彫刻家の砂澤ビッキの息子で、アイヌ系日本人。ビッキ文様の継承・ビッキ作品の修復と保全活動の傍ら、ブログ「後進民族アイヌ」でアイヌ協会からの自立を訴え、アイヌ利権・アイヌ史研究の偏向性の問題を告発している。

## 人物
1963年に、アイヌである世界的彫刻家砂澤ビッキの息子アウタとして生まれたアイヌ系日本人。父親の仕事に憧れて自身も製作活動に関わるようになる。1993年2月3日、有限会社アトリエ・ビッキを設立し、ビッキ文様を継承した砂澤陣が自ら作る食器などの工芸品の製作販売。父の砂澤ビッキの作品の保全および展示活動も始める。
2009年6月から、民族運動と福祉対策などの悪用・逆差別事例を露見されると「差別！」と騒ぐアイヌ団体(アイヌ屋)を批判する「後進民族アイヌ」ブログを開始する。砂澤は、北海道アイヌ協会による修学資金貸付制度の悪用、職業訓練事業の不正利用、住宅購入資金の不正受給、アイヌ文化振興事業費の不適切会計などを告発している。「アイヌ利権問題」の本質とは、「誰がアイヌ民族」かというものが学術的定義が未だに無いのにもかかわらず、アイヌ協会など特定団体が「アイヌ」と認めれば「アイヌ生活支援政策」を受けることができるという点だと指摘している。砂澤は彼らを「税金で生活をしている」連中、アイヌ屋と批判している。彼らを増長させたとのは、アイヌ協会の言いなりに税金を垂れ流している行政機関、選挙のためにアイヌ利権を利用する一部政治家、協会の言い分ばかり報道し、「誤ったアイヌ像」を広めるマスコミの存在だと批判している。
2010年2月13日、日本文化チャンネル桜の『報道スペシャル』の特集「アイヌの真実」に出演し、北海道アイヌ協会の現状を批判する。同年5月5日、北海道アイヌ協会札幌支部に、一会員として、協会の修学資金問題、不正経理問題で、質問状を提出するも、「北海道アイヌ協会札幌支部」から除名される。
アイヌの名を掲げて保護を受けて生きることを嫌い、弱者利権のために保護を積極的に受けさせて自立心を奪おうとしているとして北海道アイヌ協会、北海道教職員組合、北海道新聞に否定的な立場を取っていた父の思想と技術を受け継ぎ、二代目として彫刻活動とアイヌ利権に関わっている組織への批判的立場での著述活動等を行っている。漫画家の小林よしのりは砂澤の著作活動に対し肯定的評価で、著作への推薦文を同著の帯と自身のブログに寄せている。
最大のアイヌ団体である北海道アイヌ協会を、自立心剥奪・補助金漬け、アイヌを利用して「まだまだ差別が存在する」と弱者利権を貪っていると批判。不正監視や是正すべき行政やメディアは、アイヌ協会と揉め事になるのを避けていると指摘している。一次資料で裏付けられた数々のアイヌ利権・不正事例を記した著書がある。

## 著作

### 単著
- 『北海道が危ない!』（2016年、扶桑社、ISBN 978-4594075477）

### 寄稿
- 「全国紙が書かないアイヌ利権の腐臭　第一回 税金にたかるプロ・アイヌの実態」『正論 2010年5月号』（日本工業新聞社、2010年4月1日、ASIN B003CHDUY6)
- 「全国紙が書かないアイヌ利権の腐臭　第二回 プロ・アイヌを増長させる三悪」『正論 2010年6月号』（日本工業新聞社、2010年5月1日、ASIN B003H825CI)
- 「全国紙が書かないアイヌ利権の腐臭　第三回 「歴史」を利権にするプロ・アイヌの野望」『正論 2010年7月号』（日本工業新聞社、2010年6月1日、ASIN B003MAQHPW)
- 「アイヌ協会が税金を食い潰す」『月刊WiLL 2012年8月号』（ワック、2012年6月26日、ASIN B0089Y73CC)
- 「蚕食される北の“赤い大地”北海道で進む中国による間接侵略」『ジャパニズム 12』（青林堂ビジュアル、2013年4月11日、ISBN 978-4792604677)
- 「北の大地を赤く染める日本型リベラル  アイヌ利権も複雑に絡む不純な構図」『別冊正論 31』（日本工業新聞社、2018年3月26日、ISBN 978-4819151672)

### 論文
- 国立情報学研究所収録論文 国立情報学研究所